# Wet Tennis
Wet Tennis è il secondo album in studio del duo musicale statunitense Sofi Tukker, pubblicato il 29 aprile 2022 dalla Ultra Music.

## Tracce
1. Kakee – 1:45
2. Original Sin – 2:52
3. Summer in New York – 2:38
4. Forgive Me (feat. Mahmut Orhan) – 2:38
5. Wet Tennis – 2:34
6. Interlude – 0:52
7. Sun Came Up (feat. Jon Summit) – 3:23
8. Larry Bird (feat. Tuck's Dad) – 3:03
9. Hold (feat. BOII) – 4:28
10. Mon Cheri (feat. Amadou & Mariam) – 4:08
11. Freak – 2:02
12. What a Wonderful World – 2:54